# Giovanni Battista Contini

Giovanni Battista Contini, (Montalcino, 7 de mayo de 1642 - Roma, 16 de octubre de 1723) fue un arquitecto italiano, protagonista de la última fase del Barroco romano.
Fue alumno de Bernini y colaborador de Carlo Fontana. Entre 1683 y 1719 fue príncipe de la Academia de San Lucas  de Roma.

## Biografía
Hijo del arquitecto romano de la escuela borromina, Francesco Contini, y Agata Baronio di Arcangelo, fue alumno de su padre y de Bernini, a quien permaneció ligado durante toda su vida. Con él construyó la tumba de Alejandro VII.
Inicialmente trabajó en Roma, para más tarde recibir encargos de varias ciudades del Estado Pontificio y del Reino de Nápoles. Se hizo famoso como diseñador de las decoraciones de capillas de nobles y fue autor de numerosos arreglos festivos y catafalcos para conmemoraciones funerarias. Una de sus primeras obras fue la capilla de Marcaccioni en la iglesia romana de Santa Maria del Suffragio (1674). Más relevantes, sin embargo, fueron la capilla de Santa Catalina construida para los Elci en la basílica de Santa Sabina —en la que el arquitecto aprovecha los efectos de la luz y la policromía de los estucos— y la de San Pedro de Alcántara construida para los De Angelis en la basílica de Santa María en Aracoeli.

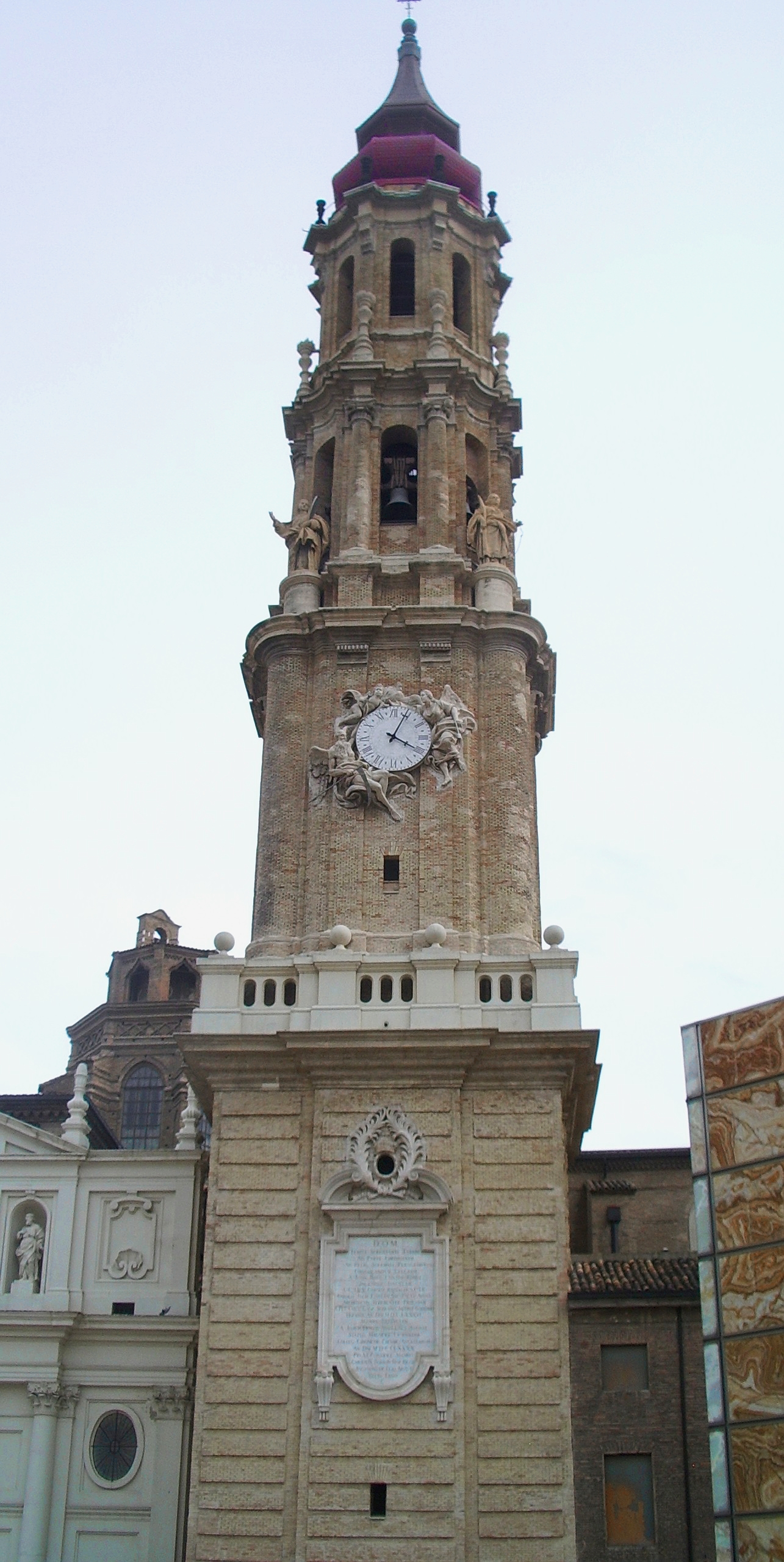
La torre y campanario de la Catedral del Salvador de Zaragoza, llamada por antonomasia «La Seo», fue construida sobre un proyecto diseñado en Roma en 1683 por Giovanni Battista Contini.

A la muerte de Bernini en 1680, Contini le sucedió como arquitecto de la Cámara Apostólica y del Acqua Vergine. En 1683 se convirtió en príncipe de la Academia de San Lucas, donde sin embargo no estuvo muy activo; en este período realizó el proyecto del campanario de la catedral de Zaragoza. También sucedió a Francesco Borromini en la construcción de la iglesia de Sant'Ivo alla Sapienza donde construyó el altar. En 1686 pasó de Montecassino a Catania, donde se aprobó su proyecto para la nueva iglesia del monasterio de San Nicolás l'Arena y para toda la abadía casinesa dañada por la erupción del Etna de 1669, proyecto que en 1704, tras la destrucción de los edificios preexistentes causada por el terremoto del Val di Noto de 1693, fue modificado nuevamente en parte. En 1689 recibió el encargo de construir la iglesia y el convento de los Filippini en Macerata; el primer proyecto no obtuvo la aprobación de la orden, por lo que Contini produjo otro —con planta ovalada transversal, claramente derivada de Bernini— en 1705, que luego se completó después de su muerte, en 1732. También en Macerata, construyó el palacio Buonaccorsi. De 1689 a 1704 también colaboró con Carlo Fontana, con quien también diseñó la disposición de los jardines del patio del Belvedere en Roma. En el mismo período construyó el Palazzo della Badia en Monterosi y la iglesia de San Domingo en Rávena.
Después del terremoto de L'Aquila de 1703, en el apogeo de su carrera, fue llamado para la restauración de la basílica de San Bernardino, pero su proyecto, que involucraba una atrevida estructura de prisma octogonal elevada a la altura máxima del tambor, ya diseñada para la iglesia de Sant'Agostino construida a partir de 1720 nuevamente en L'Aquila — no recibió aprobación. A pesar de todo, Contini supervisó la reconstrucción de la basílica junto con Filippo Barigioni y Sebastiano Cipriani. En este período construyó en Roma la iglesia de los Santísimos Estigmas de San Francisco con esquinas cóncavas que anticipan el estilo de Filippo Juvarra y cuyas obras solo comenzarán en 1714. Luego diseñó, por encargo del Marqués Marescotti, la nueva iglesia de Santa María de la Presentación en Vignanello, construida entre 1719 y 1723. En la misma plaza construyó el Palazzo Marescotti, su última obra.
Contini también fue autor de escenografías y espacios para el teatro; en 1712 montó el teatro Arcadia y muchas otras óperas para el príncipe Francesco Maria Marescotti Ruspoli. También estuvo activo en el campo de la ingeniería hidráulica y, entre 1690 y 1693, fue llamado a hacer frente a la inundación del Po en el valle del Po.
Murió el 16 de octubre de 1723 en Roma y fue enterrado en la capilla familiar de la Chiesa Nuova.

## Obras principales
- Capilla Marcaccioni, chiesa di Santa Maria del Suffragio, Roma, 1674;
- Capilla de Santa Catalina, basilica di Santa Sabina, Roma, 1671;
- Capilla di San Pedro de Alcántara, basilica di Santa Maria in Aracoeli, Roma, 1682-1684;
- Campanario de la Seo, Zaragoza (España), 1683;
- Altar de la iglesia de Sant'Ivo alla Sapienza, Roma, 1684;
- Iglesia y monasterio de San Nicolás l'Arena, Catania, 1686:
- Palacio de la Badia, Monterosi, 1690;
- Palacio Buonaccorsi, Macerata, 1697;
- Restauración de la iglesia de Santo Domingo, Rávena, 1699;
- Iglesia y convento de San Felipe, Macerata, 1705;
- Iglesia de San Agustín, L'Aquila, 1707;
- Restauración de la basílica de San Bernardino, L'Aquila, 1708;
- Iglesia de los Santísimos Estigmas de San Francisco, Roma, 1708;
- Iglesia de Santa María de la Presentación, Vignanello, 1710;
- Catedral de Santa Andrea, Vetralla, 1710;
- Palacio Marescotti, Vignanello, 1723.